# Paul Lebeau (jésuite)
Pour les articles homonymes, voir Lebeau.
Compléments
En 2001, Lebeau reçoit le prix des Scriptores christiani pour l'ensemble de son oeuvre.
Paul Lebeau, né le 16 décembre 1925 à Couillet et décédé le 13 novembre 2012 à Bruxelles, est un prêtre jésuite belge. Théologien et œcuméniste, il préside l'Institut d'études théologiques durant plusieurs années. Il écrit des ouvrages historiques, biographiques et théologiques, et reçoit le « prix des Scriptores Christiani » en 2001.

## Biographie
Paul Jules Clovis Georges Ghislain Lebeau, né le 16 décembre 1925 à Couillet, est issu d'une famille de juristes carolorégiens. Il est le fils de Lucien Lebeau, juge au tribunal de première instance de Charleroi, et de Maria Coppée, originaire de Renlies. Il est également le frère de deux avocats au barreau de Charleroi et l'oncle de deux magistrats à Charleroi.
Il fait ses études primaires et secondaires chez les Jésuites au Collège du Sacré-Cœur de Charleroi. Il entre dans la Compagnie de Jésus le 9 août 1943, au noviciat d'Arlon, où il reçoit une formation spirituelle de base. Après des études de philologie classique, philosophie et théologie à Louvain il est ordonné prêtre le 23 juin 1957. Il devient docteur en théologie, avec une étude sur le sens des paroles eschatologiques de Jésus à la Dernière Cène.
Il enseigne la théologie à Eegenhoven près de Louvain puis à l'IET et, de 1975 à 1982, à Lumen Vitae. Il est de 1982 à 1988 président de l'Institut d'études théologiques. Il est l'auteur de nombreux ouvrages à caractère théologique et historique dont le plus connu porte sur la penseuse juive Etty Hillesum. Il reçoit en 2001 le prix des « Scriptores Christiani » pour l'ensemble de son œuvre, particulièrement pour ce dernier ouvrage, réédité peu auparavant.
Penseur et pédagogue, proche du cardinal Suenens et du cardinal Daniélou, il a enseigné notamment à l'Institut d'études théologiques et au Centre international Lumen Vitae de Bruxelles. Il s'est engagé en faveur de l'œcuménisme et des mouvements chrétiens pour la paix, parfois de façon spectaculaire,,. Il est « une figure de proue de l'enseignement de la théologie et un acteur de pointe dans la réforme liturgique et la diffusion de l'œcuménisme ». Il accompagne le Renouveau charismatique dont il perçoit la valeur, il aide ce mouvement à se structurer et à s'adapter. En 1974, il participe notamment comme secrétaire à la commission théologique organisée par le cardinal Suenens pour définir les orientations doctrinales du Renouveau charismatique.
À la suite de son décès le 13 novembre 2012 à Bruxelles, ses funérailles sont célébrées à l'église Saint-Jean-Berchmans d'Etterbeek et il est inhumé au cimetière de Woluwe-Saint-Pierre (Bruxelles).

## Écrits
- Jean Daniélou, Paris, Fleurus, 1966, 164 p. ; réédité en 1967.
- Le Vin nouveau du royaume, étude exégétique et patristique sur la parole eschatologique de Jésus à la Cène, Paris, Desclée de Brouwer, 1966, 320 p.
- Intercommunion, des chrétiens s'interrogent, avec Boris Bobrinskoy et Jean-Jacques Heitz, Tours, 1969, 236 p.
- Vatican II et l'espérance d'une eucharistie œcuménique, Tournai et Paris, Casterman, 1969.
- (en) The charismatic renewal and ecumenism, Bruxelles, International Centre for Studies in Religious education, 1976.
- Dieu, c'est toi mon Dieu : sur les chemins de la prière, par Ralph Martin : traduction et adaptation, Paris, Pneumathèque, 1977, 206 p.
- L'offensive des sectes ?, Malines, 1979, 40 p.
- Aux origines de l'art chrétien, Bruxelles, Lumen Vitae, 1988, 103 p.
- La vie religieuse : un chemin d'humanité (Préface de Léo Moulin), Namur, 1992, 176 p.
- Etty Hillesum: un itinéraire spirituel, Amsterdam 1941-Auschwitz 1943, Bruxelles, Racine, 1998, 216 p. ; rééd., 2000 ; réédité chez Albin Michel, 2001, 308 p., 22e édition  (ISBN 2-226-12169-2) – Prix des Scriptores Christiani 2001[5].
- L'art du récit biblique, avec Robert Alter, Lessius, Presses universitaires de Namur, 1999.
- Pour l'intelligence de notre foi, Knauer, Peter Klaus, Lessius, 2009.
- Les sacrements de l'initiation chrétienne: baptême, confirmation, eucharistie, avec Alban Massie et Alain Mattheeuws, Paris, Parole et silence, 2010, 2 vol., 201 p. et 198 p.
- Divers : traductions, préfaces, autres contributions.